# Adam Baldwin
Adam Baldwin (Chicago, 27 febbraio 1962) è un attore statunitense, noto per i ruoli di Animal in Full Metal Jacket, di Jayne Cobb in Firefly, di John Casey nella serie televisiva Chuck e di Mike Slattery nella serie The Last Ship.

## Biografia
Nato a Chicago da una famiglia di origini irlandesi, dopo gli studi alla New Trier High School inizia a lavorare come camionista. Non ha alcuna parentela con la famiglia Baldwin. Debutta nel 1980 nel film La mia guardia del corpo, ma il ruolo più importante della sua carriera arriva nel 1987 nel film di Stanley Kubrick Full Metal Jacket. Grazie a questa interpretazione negli anni seguenti prende parte ai film Le strade della paura, Vendetta trasversale e Predator 2. Baldwin ha all'attivo una lunga carriera costellata di partecipazioni variegate, da film tv a partecipazioni a serie tv come X-Files, Firefly, Angel e The Inside; inoltre ha preso parte a molti film più o meno di successo, tra cui Gli anni dei ricordi, Independence Day, Serenity e Il patriota. Ha prestato la voce per i videogiochi Halo 3, Halo 3: ODST e Mass Effect 2, e ha lavorato nella serie tv Chuck, creata da Josh Schwartz e da Chris Fedak per la NBC.

## Vita privata
Alto 1,93 m, Adam Baldwin è sposato dal 1988 con l'attrice Ami Julius e da lei ha avuto tre figli: Devlin Shepard, Zoey e Jeselle.
Politicamente si è dichiarato sin dal 1980 sostenitore del Partito Democratico americano, sebbene abbia cambiato orientamento politico dopo aver ricevuto una copia del libro Radical Son di David Horowitz; attualmente si considera conservatore libertario.

## Filmografia

### Cinema
- La mia guardia del corpo (My Bodyguard), regia di Tony Bill (1980)
- Gente comune (Ordinary People), regia di Robert Redford (1980)
- D.C. Cab, regia di Joel Schumacher (1983)
- Amare con rabbia (Reckless), regia di James Foley (1984)
- Guerra dei colori (Poison Ivy), regia Larry Elikann (1985)
- Full Metal Jacket, regia di Stanley Kubrick (1987)
- Le strade della paura (Cohen and Tate), regia di Eric Red (1988)
- Vendetta trasversale (Next of Kin), regia di John Irvin (1989)
- Predator 2, regia di Stephen Hopkins (1990)
- Indiziato di reato (Guilty by Suspicion), regia di Irwin Winkler (1991)
- Il grande volo (Radio Flyer), regia di Richard Donner (1992)
- Pericolosamente (Treacherous), regia di Kevin Brodie (1993)
- Wyatt Earp, regia di Lawrence Kasdan (1994)
- Gli anni dei ricordi (How to Make an American Quilt), regia di Jocelyn Moorhouse (1995)
- Independence Day, regia di Roland Emmerich (1996)
- Il patriota (The Patriot), regia di Roland Emmerich (2000)
- The Keyman, regia di Daniel Millican (2002)
- Gacy, regia di Clive Saunders (2003)
- Evil Eyes, regia di Mark Atkins (2004)
- Serenity, regia di Joss Whedon (2005)
- Drillbit Taylor - Bodyguard in saldo (Drillbit Taylor), regia di Steven Brill (2008)
- Little Fish, Strange Pond, regia di Gregory Dark (2009)
- The Kid, regia di Vincent D'Onofrio (2019)
- Non mollare mai (American Underdog), regia di Andrew e Jon Erwin (2021)

### Televisione
- Dietro la porta (Deadbolt), regia di Douglas Jackson - film TV (1992)
- Assalto a San Pedro (Blind Justice), regia di Richard Spence – film TV (1994)
- The Cape – serie TV, 17 episodi (1996-1997)
- The Visitor – serie TV, 4 episodi (1997)
- La leggenda dell'isola maledetta (Gargantua), regia di Bradford May – film TV (1998)
- Occhi indiscreti (Indiscreet), regia di Marc Bienstock – film TV (1998)
- Oltre i limiti (The Outer Limits) – serie TV, 1 episodio (1998)
- X-Files (The X-Files) – serie TV, 5 episodi (2001-2002)
- Firefly – serie TV, 14 episodi (2002-2003)
- Fattore di controllo (Control Factor), regia di Nelson McCormick – film TV (2003)
- CSI: Miami – serie TV, 1 episodio (2003)
- Stargate SG-1 – serie TV, 2 episodi (2004)
- JAG - Avvocati in divisa (JAG) – serie TV, 1 episodio (2004)
- Angel – serie TV, 5 episodi (2004)
- NCIS - Unità anticrimine (NCIS) – serie TV, episodio 1x22 (2004)
- The Inside – serie TV, 13 episodi (2005)
- Poseidon - Il pericolo è già a bordo (The Poseidon Adventure), regia di John Putch – film TV (2005)
- Bones – serie TV, 1 episodio (2006)
- Day Break – serie TV, 13 episodi (2006-2007)
- CSI: NY – serie TV, 1 episodio (2007)
- Chuck - serie TV, 91 episodi (2007-2012) – John Casey
- Castle – serie TV, episodi 4x21-8x06 (2012-2015)
- Leverage – serie TV, 2 episodi (2012)
- Law & Order - Unità vittime speciali (Law & Order: Special Victims Unit) – serie TV, 6 episodi (2012)
- The Last Ship – serie TV, 56 episodi (2014-2018)
- 9-1-1: Lone Star - serie TV, episodio 4x15 (2023)
- S.W.A.T. - serie TV, episodio 7x8 (2024)

## Videogiochi
- Halo 3
- Halo 3: ODST
- Mass Effect 2

## Doppiatori italiani
Nelle versioni in italiano delle opere in cui ha recitato, Adam Baldwin è stato doppiato da:
- Luca Ward in Full Metal Jacket, Vendetta trasversale, Predator 2, Lover's Knot
- Roberto Draghetti in Chuck, The Last Ship, The Kid
- Andrea Ward in Brivido freddo, Poseidon - Il pericolo è già a bordo
- Saverio Indrio in L'ombra della seduzione, JAG - Avvocati in divisa
- Gaetano Varcasia X-Files, CSI: NY
- Massimo Bitossi in CSI: Miami, Law & Order - Unità vittime speciali
- Alberto Angrisano in Day Break, 9-1-1: Lone Star (ep. 4x15)
- Mario Cordova ne La mia guardia del corpo
- Massimo Lodolo in Double bang
- Gianluca Tusco in Firefly
- Francesco Pannofino in Serenity
- Alessandro Quarta in The Inside
- Angelo Maggi in Independence Day
- Sandro Sardone ne Il grande volo
- Gianfranco Gamba ne La leggenda dell'isola maledetta
- Sandro Acerbo in Gente comune
- Riccardo Rossi in Blind Justice
- Simone Mori in Control Factor
- Antonio Sanna in 800 leghe lungo il Rio delle Amazzoni
- Michele Gammino ne Le strade della paura
- Danilo Di Martino in Angel
- Massimo De Ambrosis in Leverage - Consulenze illegali
- Paolo Marchese in Castle
- Christian Iansante in Occhi indiscreti
- Alessandro Budroni in Non mollare mai
- Dario Oppido in 9-1-1: Lone Star (ep. 5x08)
- Gianluca Machelli in S.W.A.T.